# 本町 (板橋區)
本町（日语：／ Honchō */?）是東京都板橋區的町名，為未設丁目的單獨町名。 
板橋區全域已實施住居表示。

## 地理
位於板橋區東南部。南以石神井川為界。北鄰清水町，東接稻荷台，南與仲宿之間以石神井川為界，西通大和町。東京都道318號環狀七號線（環七通）通過町域北部，國道17號（中山道）與首都高速5號池袋線通過町域西部。

### 河川
- 石神井川（日语：石神井川）

## 历史
廢藩置縣前屬武藏國豐島郡下板橋宿與前野村，在江戶時代是舊中山道板橋宿的京都側入口。

### 沿革
- 1602年（慶長7年）：德川家康下令整備中山道，板橋宿為中山道的江戶日本橋側第一宿。
- 1602年（慶長7年）：德川秀忠來到此地迎接入府江戶的加賀藩前田利光（後前田利常）。
- 1635年（寛永12年）：實施參勤交代制，加賀藩等30藩利用中山道入府江戶。
- 1871年（明治4年）：編入東京府。實施大區小區制（日语：大区小区制）。
- 1872年（明治5年）：廢止傳馬、宿驛制度。
- 1878年（明治11年）：依郡區町村編制法（日语：郡区町村編制法）設置北豐島郡，為東京府北豐島郡下板橋宿與前野村。
- 1884年（明治17年）：舊板橋宿大火，現在的本町、仲宿地區全毀。
- 1889年（明治22年）4月1日：市制町村制施行，成立板橋町。本地為東京府北豐島郡板橋町大字下板橋與志村大字前野。
- 1923年（大正12年）：王子（王志とも）乘合自動車商會（戰後整合為國際興業巴士）開始運行王子站 - 板橋役場 - 志村戶田橋間的路線巴士。
- 1926年（大正15年）：板橋第三尋常小學校（之後的板橋區立板橋第三小學校）開校。
- 1932年（昭和7年）：第一座鐵筋混凝土板橋（日语：板橋 (石神井川)）完工。
- 1932年（昭和7年）10月1日：東京府內市郡合併，板橋區成立，為東京府東京市板橋區（舊）板橋町十丁目與志村清水町（1943年8月1日東京都制施行）。
- 1933年（昭和8年）：中山道新道（國道17號）開通。
- 1934年（昭和9年）：石神井川（日语：石神井川）沿岸種植染井吉野櫻。
- 1944年（昭和19年）：都電志村線（日语：都電志村線）開通，板橋十丁目（之後的板橋本町）、富士見通（之後的大和町）設置車站。
- [1956年（昭和31年）4月1日：地番整理，（舊）板橋町十丁目與志村清水町部分區域合併成立本町。
- 1965年（昭和40年）8月23日：環七通大和町陸橋竣工，與國道17號立體交叉。
- 1966年（昭和41年）5月28日：都電志村線廢止。
- 1968年（昭和43年）12月27日：都營地下鐵6號線開通，板橋本町站開業。
- 1972年（昭和47年）：板橋（日语：板橋 (石神井川)）改建。
- 1977年（昭和52年）8月19日：首都高速5號池袋線北池袋出入口 - 高島平出入口開通。
- 2002年（平成14年）：板橋區立板橋第三小學校因與稻荷台小學校整合而廢校。校舍舊址改為板橋區公文書館。
- 2004年（平成16年）：板橋波隆那兒童繪本館（日语：いたばしボローニャ子ども絵本館）在板橋區立板橋第三小學校校舍舊址開館。
- 2012年（平成24年）：東京腎泌尿器中心大和醫院開院。

### 地名由來
因是板橋宿所在地而命名為「本町」。

## 交通

### 鐵道
- 東京都交通局
  - 都營地下鐵三田線：板橋本町站 全列車停車。
    - 南下：巢鴨、日比谷、目黑方向　經東急目黑線直通運轉至東急東橫線日吉站。
    - 北上：志村坂上、西高島平方向

### 巴士
- 國際興業巴士（日语：国際興業バス）、關東巴士（共同運行）
  - 大和町（環七通）
    - 赤31：往赤羽站東口、往高圓寺站北口
- 都營巴士
  - 大和町（環七通）
    - 王78：往王子站、行經高圓寺陸橋往新宿站西口
- 國際興業巴士（日语：国際興業バス）
  - 大和町（中山道）
    - 赤51：行經西丘往赤羽站西口、行經陽光城往池袋站東口
    - 赤57：行經隧道往赤羽站西口、往日大醫院
    - 池20：往池袋站西口、往高島平操車場
    - 池21：往池袋站西口、行經舟渡町往高島平站

  - 大和町（環七通）
    - 王54：往上板橋站、往王子站

  - 上宿（舊稱板橋本町）
    - 赤51：行經西丘往赤羽站西口、行經陽光城往池袋站東口
    - 赤57：行經隧道往赤羽站西口、往日大醫院
    - 池20：往池袋站西口、往高島平操車場
    - 池21：往池袋站西口、行經舟渡町往高島平站

### 道路
- 國道17號（中山道）
- 首都高速5號池袋線
- 東京都道318號環狀七號線（環七通）

### 橋梁
- 板橋
- 番場橋
  - 皆在石神井川上。番場是下板橋宿字名。

## 設施
- 板橋波隆那兒童繪本館（日语：いたばしボローニャ子ども絵本館）
- 板橋區公文書館
- 敬隣保育園
- 瑞穗銀行板橋支店
- 東京腎泌尿器中心大和醫院

## 史跡
- 緣切榎
  - 街道旁樹齡數百年的榎木，傳聞嫁娶時通過樹下將會斬斷緣分。德川家五十宮、樂宮、和宮等出嫁時，其送嫁隊伍皆避開此地，轉入板橋本陣。

## 備註
1. ↑  住民基本台帳による町丁目別世帯数及び人口表-東京都板橋区
2. ↑  板橋区教育委員会『いたばしの地名』，1995年3月，P127。